# Transporte ferroviário nos parques e resorts da Walt Disney

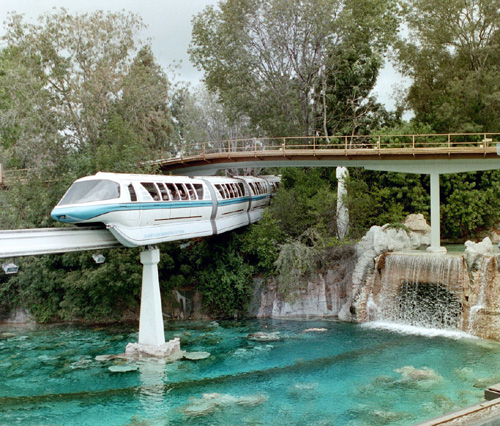
Monotrilho sobre a lagoa da sereia, setembro de 2002, na Califórnia

Transporte ferroviário podem ser encontrados em qualquer parque temático resort de propriedade ou licenciados pela Disney Parks, Experiences and Products, um dos quatro segmentos de negócios da Walt Disney Company. As origens do  transporte ferroviário nos parques da Disney pode ser rastreada desde Walt Disney e do seu gosto pessoal pelas estradas de ferro, que insistiu para que eles sejam incluídos no primeiro parque da Disney, a Disneylândia original (um componente-chave do Walt Disney World Resort) na Califórnia, nos Estados Unidos, que foi inaugurada em 17 de julho de 1955. A tradição da Disney, incluindo o transporte, por via férrea, em seus parques desde então tem sido estendido a outras propriedades da Disney, com a abertura do Walt Disney World, na Flórida, nos Estados Unidos, o Tokyo Disney Resort, no Japão, Disneyland Paris, na França, Hong Kong Disneyland Resort na China, e Xangai Disney Resort na China. A cadeia dos parques temáticos da Disney é a maior do planeta anuais de atendimento com mais de 150 milhões de visitantes em 2017, e o sistema ferroviário localizado no interior de suas propriedades desempenham um papel-chave como os modos de transporte e atrações para seus visitantes.
Cada parque temático da Disney tem um sistema de transporte ferroviário que serve toda a área do resort, quer se trate de um monotrilho sistema situado dentro do resort Disney propriedades nos Estados Unidos e no Japão, ou um sistema ferroviário convencional ligação externa redes ferroviárias para a Disney resorts em França e China. O sistema de monotrilho, na Disneylândia, na Califórnia, é notável por ser o primeiro sistema de monotrilho para operar nos Estados Unidos, enquanto o sistema de monotrilho do Walt Disney World na Flórida, com cerca de 150.000 passageiros a cada dia, é um dos mais movimentados sistemas de monotrilho do mundo. Tanto nas propriedades dos parques da Disney nos Estados Unidos, bem como o Japão e a França, contêm parques temáticos que apresentam genuíno movido a vapor da estrada de ferro. A cadeia de parques da Disney tem uma das maiores coleções particulares de funcionamento das locomotivas a vapor, com dezessete no total, espalhados por todo o mundo. Sistemas ferroviários adicionais dentro dos parques temáticos dos Estados Unidos e o resort de Hong Kong tem semelhantes a ferrovias movidas a vapor, mas suas locomotivas são alimentados por motores de combustão interna. Outros modos de transporte ferroviário encontrado em parques da Disney incluem puxada a cavalo bonde linhas ferroviárias, em parques, em ambos os resorts em Estados Unidos e o resort na França, assim como a réplica do vintage elétrico de linhas ferroviárias nos parques na Califórnia e no Japão.